# Галва (Айова)
Галва (англ. Galva) — місто (англ. city) в США, в окрузі Іда штату Айова. Населення — 435 осіб (2020).

## Географія
Галва розташована за координатами 42°30′21″ пн. ш. 95°25′4″ зх. д. / 42.50583° пн. ш. 95.41778° зх. д. (42.505914, -95.417742).  За даними Бюро перепису населення США в 2010 році місто мало площу 1,84 км², уся площа — суходіл.

## Демографія
Згідно з переписом 2010 року, у місті мешкали 434 особи в 174 домогосподарствах у складі 113 родин. Густота населення становила 235 осіб/км².  Було 189 помешкань (103/км²).
Расовий склад населення:
| - 95,4 % — білих - 0,7 % — корінних американців - 0,2 % — чорних або афроамериканців - 0,2 % — азіатів - 3,2 % — осіб інших рас |

До двох чи більше рас належало 0,2 %. Частка іспаномовних становила 6,5 % від усіх жителів.
За віковим діапазоном населення розподілялося таким чином: 29,3 % — особи молодші 18 років, 53,6 % — особи у віці 18—64 років, 17,1 % — особи у віці 65 років та старші. Медіана віку мешканця становила 34,0 року. На 100 осіб жіночої статі у місті припадало 94,6 чоловіків;  на 100 жінок у віці від 18 років та старших — 99,4 чоловіків також старших 18 років.
Середній дохід на одне домашнє господарство  становив 47 579 доларів США (медіана — 43 250), а середній дохід на одну сім'ю — 51 039 доларів (медіана — 52 500). Медіана доходів становила 39 792 долари для чоловіків та 24 318 доларів для жінок. За межею бідності перебувало 14,6 % осіб, у тому числі 13,8 % дітей у віці до 18 років та 10,9 % осіб у віці 65 років та старших.
Цивільне працевлаштоване населення становило 247 осіб. Основні галузі зайнятості: виробництво — 24,7 %, освіта, охорона здоров'я та соціальна допомога — 21,1 %, роздрібна торгівля — 10,1 %, транспорт — 7,7 %.